# Windows Multimedia Extensions
MME (Multi-Media Extensions) は、Microsoft Windowsにおけるオーディオデバイスのドライバーインターフェイス（規格）の1つである。

## 概要
Windows 3.1以降の標準ドライバーであり、Windowsのコントロールパネルにおいて操作する。MMEはもともとWindows 3.0時代に、Windowsの拡張用としてマイクロソフトによって提供された規格である。
MMEに関連した高レベルWindows APIは、WinMMという名称で知られている。